# New World Resources
New World Resources ist ein Bergbauunternehmen, das mehrere Steinkohlenbergwerke im tschechischen Teil des oberschlesischen Reviers (Moravskoslezský kraj) betreibt. Die Tochtergesellschaft OKK Koksovny ist ein großer Kokshersteller und NWR Karbonia erschließt zwei neue Steinkohlenbergwerke bei Dębieńsko und Morcinek in Polen. 
Seit dem Jahr 2008 ist das Unternehmen eine an den Börsen London, Prag und Warschau notierte Aktiengesellschaft. Hauptanteilshalter ist die BXR Group von Zdeněk Bakala.
2015 verkaufte NWR 8 Mio. t Kohle und verfügte über 48 Mt an nachgewiesenen Reserven (nach JORC-Standard). Die Produktionskosten lagen bei durchschnittlich 66 € pro Tonne.
Die für den Abbau von Steinkohle zuständige damalige Tochtergesellschaft OKD (Ostravsko-karvinské doly) meldete im Mai 2016 Insolvenz an. Im April 2018 wurde sie vom tschechischen Staatsunternehmen Prisko übernommen. Die Zeche Paskov wurde stillgelegt.

## Marktmacht
Die NWR besitzt bei Koks einen Marktanteil von 25 % in Mitteleuropa. Es werden Stahlwerke in Polen (2), Deutschland (3), Tschechien, Österreich, Ungarn und der Slowakei (Ostrava, Linz, Dunaújváros, Košice, je 1) beliefert. Die Hauptkunden für Kraftwerkskohle sind Veolia Energie ČR (29 %) und das Kraftwerk Dětmarovice (20 %). Bei Kokskohle sind ArcelorMittal Ostrava (25 %) und US Steel Košice (17 %) die größten Abnehmer.

## Bergwerke
| Name                   | Kohleförderung 2013 in Mt | nachgewiesene Reserven in Mt | wahrscheinliche Reserven in Mt | Kohlensorte               |
| ---------------------- | ------------------------- | ---------------------------- | ------------------------------ | ------------------------- |
| Karviná (OKD 1)        | 2,63                      | 17.1                         | 6.6                            | Koks- und Kraftwerkskohle |
| ČSM (OKD 2)            | 2,48                      | 25,3                         | 6,6                            | Koks- und Kraftwerkskohle |
| Darkov (OKD 1)         | 2,83                      | 10,2                         | 0,7                            | Koks- und Kraftwerkskohle |
| Paskov (OKD 3)         | 0,86                      | 0,73                         | 0,04                           | Kokskohle                 |
| Dębieńsko              | 0                         | 0                            | 190                            | Koks- und Kraftwerkskohle |
| Morcinek               | 0                         | 0                            | unbekannt                      |                           |
| Frenštát pod Radhoštěm | 0                         | 0                            | unbekannt                      |                           |

Im Bergwerk ČSM ereignete sich am 20. Dezember 2018 eine Schlagwetterexplosion mit Grubenbrand, in deren Folge mindestens 13 Bergleute starben. Die meisten waren Polen, die für das polnische Unternehmen Alpex arbeiteten.